# محمد بن أجود الجبري
ٱلسُّلۡطَانُ مُحَمَّدُ بۡنُ أَجۡوَدٍ ٱلۡجَبۡرِيُّ (غير معروف – 917 هـ / غير معروف – 1511 م) رابع حُكَّام الدولة الجبرية، تولى حُكم الدولة خلفًا لأبيه أجود بن زامل الجبري من سنة 902 هـ/ 1497 م حتى وفاته سنة 917 هـ/ 1511 م.
ورثَ السُّلطان مُحمَّد من أبيه السلطان أجود دولةً تمتدُّ نفوذها من كاظمة شمالًا إلى منطقة ظفار جنوبًا ومن إقليم البحرين شرقًا إلى اليمامة غربًا، وكانت الدولة في عهد مُحمَّد تمرُّ في أفضل مراحلها وواجه في عهده ظهور الاستعمار البُرتُغالي في الخليج العربي وتصدى لهم في سواحل عُمان سنة 912 هـ/1507 م وواجه في عهده خراب البدو على مدينة جدة في نفس السنة واستطاع هزيمتهم.

### فهرس المراجع
منشورات
عربيَّة
1. ↑  الخالدي (2011)، ص. 33.

### بيانات المراجع (مُرتَّبة حسب تاريخ النشر)
الكُتُب
العربيَّة
- خالد بن عزام بن حمد الخالدي؛ إيمان بنت خالد الخالدي (2011). السلطنة الجبرية: في نجد و شرق الجزيرة العربية (ط. 1). بيروت: الدار العربية للموسوعات. ISBN:978-9953-563-16-9. LCCN:2011332519. OCLC:705005796. OL:25365932M. QID:Q120997896.

| ألقاب ملكية       | ألقاب ملكية              | ألقاب ملكية      |
| ----------------- | ------------------------ | ---------------- |
| سبقه أجود بن زامل | سُلطان الجبور 1497 - 1511 | تبعه صالح بن سيف |